# Stinear Lake
Der Stinear Lake (in Australien Lake Stinear) ist ein 2,5 km langer und 400 m breiter Salzwassersee an der Ingrid-Christensen-Küste des ostantarktischen Prinzessin-Elisabeth-Lands. In den Vestfoldbergen liegt er auf der Breidnes-Halbinsel unmittelbar östlich des Dingle Lake.
Luftaufnahmen der US-amerikanischen Operation Highjump (1946–1947) dienten seiner Kartierung. Teilnehmer der Australian National Antarctic Research Expeditions besuchten ihn erstmals im Jahr 1955. Das Antarctic Names Committee of Australia (ANCA) benannte den See nach dem neuseeländischen Geologen Bruce Harry Stinear (1913–2003), der zwischen 1954 und 1959 in mehreren Kampagnen auf der Davis-Station und der Mawson-Station tätig war.